# Бордо (округ)
Бордо (фр. Bordeaux) — округ (фр. Arrondissement) во Франции, один из округов в регионе Аквитания (историческая область Франции). Департамент округа — Жиронда. Супрефектура — Бордо.
Население округа на 2006 год составляло 933 025 человек. Плотность населения составляет 212 чел./км². Площадь округа составляет всего 4397 км².

## Кантоны округа
- Бегль
- Бланкфор
- Бордо-1
- Бордо-2
- Бордо-3
- Бордо-4
- Бордо-5
- Бордо-6
- Бордо-7
- Бордо-8
- Вильнав-д’Орнон
- Градиньян
- Карбон-Блан
- Креон
- Ла-Бред
- Ле-Буска
- Лормон
- Мериньяк-1
- Мериньяк-2
- Пессак-1
- Пессак-2
- Сен-Медар-ан-Жаль
- Сенон
- Таланс
- Флуарак

## Коммуны округа
- Амбарез-э-Лаграв
- Амбес
- Артиг-пре-Бордо
- Бассан
- Бегль
- Бешак-э-Кайо
- Бланкфор
- Блезиньяк
- Боннтан
- Бордо
- Бореш
- Ботиран
- Брюж
- Бульяк
- Вильнав-д’Орнон
- Градиньян
- Иврак
- Иль-Сен-Жорж
- Кабанак-э-Виллагрен
- Кадожак
- Камарсак
- Камб
- Камблан-э-Мейнак
- Канежан
- Карбон-Блан
- Кариньян-де-Бордо
- Кастр-Жиронд
- Кенсак
- Креон
- Круаньон
- Кюрсан
- Ла-Бред
- Ла-Сов
- Латрен
- Ле-Аян
- Ле-Буска
- Ле-Пу
- Ле-Пьян-Медок
- Ле-Таян-Медок
- Ле-Турн
- Леоньян
- Линьян-де-Бордо
- Лормон
- Луп
- Людон-Медок
- Мадирак
- Мако
- Мартийак
- Мартиньяс-сюр-Жаль
- Мериньяк
- Монтюссан
- О
- Парампюйр
- Пессак
- Помпиньяк
- Садирак
- Сальбёф
- Сен-Венсан-де-Поль
- Сен-Жан-д'Ийак
- Сен-Женес-де-Ломбо
- Сен-Капре-де-Бордо
- Сен-Леон
- Сен-Лубес
- Сен-Луи-де-Монферран
- Сен-Медар-ан-Жаль
- Сен-Морийон
- Сен-Сельв
- Сен-Сюльпис-э-Камерак
- Сенак
- Сент-Обен-де-Медок
- Сент-Элали
- Сенон
- Сестас
- Сокатс
- Табанак
- Таланс
- Тресс
- Фарг-Сент-Илер
- Флуарак
- Эгморт-ле-Грав
- Эзин